# Max Franz
Max Franz (Klagenfurt, 1 september 1989) is een Oostenrijkse alpineskiër. Hij vertegenwoordigde zijn vaderland op de Olympische Winterspelen 2014 in Sotsji en op de Olympische Winterspelen 2018 in Pyeongchang.

## Carrière
Franz maakte zijn wereldbekerdebuut in november 2009 tijdens de afdaling in Lake Louise. In januari 2011 scoorde de Oostenrijker in Chamonix zijn eerste wereldbekerpunten. Op 24 november 2012 eindigde hij voor een eerste keer op het podium van een wereldbekerwedstrijd: op de afdaling van Lake Louise eindigde hij op een tweede plaats. Op de wereldkampioenschappen alpineskiën 2013 in Schladming eindigde Franz als 23e op de afdaling. Tijdens de Olympische Winterspelen van 2014 in Sotsji eindigde de Oostenrijker als zesde op de Super G en als negende op de afdaling, op de supercombinatie bereikte hij de finish niet.
In Beaver Creek nam hij deel aan de wereldkampioenschappen alpineskiën 2015. Op dit toernooi eindigde hij als negentiende op de afdaling. Op 17 december 2016 boekte Franz in Val Gardena zijn eerste wereldbekerzege. Op de Wereldkampioenschappen alpineskiën 2017 in Sankt Moritz behaalde de Oostenrijker de bronzen medaille op de afdaling. Tijdens de Olympische Winterspelen van 2018 in Pyeongchang eindigde hij als elfde op de afdaling en als zeventiende op de Super G.

## Resultaten

### Titels
- Oostenrijks kampioen afdaling – 2011, 2012

### Olympische Spelen
| Jaar | Plaats      | Resultaten                                  |
| ---- | ----------- | ------------------------------------------- |
| 2014 | Sotsji      | 6e Super G 9e Afdaling DNF2 Supercombinatie |
| 2018 | Pyeongchang | 11e Afdaling 17e Super G                    |

### Wereldkampioenschappen
| Jaar | Plaats       | Resultaten             |
| ---- | ------------ | ---------------------- |
| 2013 | Schladming   | 23e Afdaling           |
| 2015 | Beaver Creek | 19e Afdaling           |
| 2017 | Sankt Moritz | Afdaling · 13e Super G |

### Wereldbeker
Eindklasseringen
| Seizoen   | Algm | AD  | RS  | SG  | SC  |
| --------- | ---- | --- | --- | --- | --- |
| 2010/2011 | 140e | -   | -   | 57e | 39e |
| 2011/2012 | 32e  | 24e | -   | 14e | 23e |
| 2012/2013 | 26e  | 9e  | -   | 18e | -   |
| 2013/2014 | 26e  | 13e | -   | 15e | 37e |
| 2014/2015 | 15e  | 10e | -   | 8e  | 24e |
| 2015/2016 | 43e  | 27e | -   | 22e | 28e |
| 2016/2017 | 25e  | 16e | -   | 6e  | -   |
| 2017/2018 | 17e  | 10e | -   | 5e  | -   |
| 2018/2019 | 21e  | 9e  | 56e | 11e | -   |
| 2019/2020 | 52e  | 29e | -   | 18  | -   |

Wereldbekerzeges
| Datum            | Plaats       | Onderdeel |
| ---------------- | ------------ | --------- |
| 17 december 2016 | Val Gardena  | Afdaling  |
| 24 november 2018 | Lake Louise  | Afdaling  |
| 1 december 2018  | Beaver Creek | Super G   |